# Siewastopolec
"Siewastopolec" (ros. Бронепоезд "Севастополец") – lekki pociąg pancerny Białych podczas wojny domowej w Rosji.
Utworzono go w Sewastopolu. Początkowo nosił nazwę "Siewastopolec Nr 2". Podlegał szefowi artylerii Twierdzy Sewatopolskiej. Pod koniec marca 1920 roku przemianowano go na "Siewastopolec". W kwietniu tego roku został uzupełniony załogami pociągu pancernego "Wpieriod za Rodinu" i "Stiepnoj". Na jego czele stanął płk Wiktor A. Jurjew. Wchodził wtedy w skład 1 Dywizjonu Pociągów Pancernych. Składał się z platformy pancernej z działem morskim 75 mm i platformy pancernej z działem wz. 1895. Były one jednak uszkodzone i z tego powodu długo trwał ich remont. Na początku września 1920 roku pociąg wszedł do walki na linii kolejowej Melitopol-Aleksandrowsk. 3 września tego roku koło stacji kolejowej Priszib została uszkodzona pociskiem kolejowej jedna z platform. Zginął sztabskpt. Suchocki. 13 września do pociągu dołączono nową platformę z działem 75 mm i platformę z karabinami maszynowymi. Pod koniec września wspierał natarcie Dywizji Drozdowskiej na węzeł kolejowy Sinielnikowo. Po walce przyłączono do niego kolejną platformę z 2 działami, którą zdobyto na sowieckim pociągu pancernym "Towarzysz Swierdłow". Wkrótce platforma została jednak zostawiona na stacji kolejowej Aleksandrowsk, gdyż wymagała remontu. Na początku października ponownie walczył o węzeł Sinielnikowo. Pociąg został zniszczony podczas boju w rejonie Melitopola 17 października.